# Élections municipales de 2013 dans l'agglomération de Longueuil
Pour un article plus général, voir Élections municipales de 2013 en Montérégie.
Cet article concerne les élections municipales de 2013 en Montérégie dans la municipalité régionale de comté de l'Agglomération de Longueuil.

## Brossard
Source de la section : lapresse.ca
| Partis                         | Partis                                | Candidats pour la mairie | Vote   | %     |
| ------------------------------ | ------------------------------------- | ------------------------ | ------ | ----- |
|                                | Priorité Brossard - Équipe Paul Leduc | Paul Leduc (Sortant)     | 12 929 | 65,25 |
|                                | Renouveau Brossard Revival            | Louis Lemoine            | 6 887  | 34,75 |
| Taux de participation : 34,5 % |                                       |                          |        |       |

| Partis | Partis                                | Candidats conseiller #3 | Vote | %     |
| ------ | ------------------------------------- | ----------------------- | ---- | ----- |
|        | Renouveau Brossard Revival            | Steve Gagnon            | 862  | 51,99 |
|        | Priorité Brossard - Équipe Paul Leduc | Pascal Forget (Sortant) | 796  | 48,01 |

| Partis | Partis                                | Candidats conseiller #2      | Vote  | %     |
| ------ | ------------------------------------- | ---------------------------- | ----- | ----- |
|        | Priorité Brossard - Équipe Paul Leduc | Pierre O'Donoughue (Sortant) | 1 376 | 66,06 |
|        | Renouveau Brossard Revival            | Michel Roy                   | 495   | 23,76 |
|        | Indépendante                          | Diane Girard                 | 212   | 10,18 |

| Partis | Partis                                | Candidats conseiller #3 | Vote | %     |
| ------ | ------------------------------------- | ----------------------- | ---- | ----- |
|        | Priorité Brossard - Équipe Paul Leduc | Francine Raymond        | 934  | 58,71 |
|        | Renouveau Brossard Revival            | Eric Handfield          | 657  | 41,29 |

| Partis | Partis                                | Candidats conseiller #4 | Vote  | %     |
| ------ | ------------------------------------- | ----------------------- | ----- | ----- |
|        | Priorité Brossard - Équipe Paul Leduc | Serge Séguin (Sortant)  | 1 392 | 64,93 |
|        | Renouveau Brossard Revival            | Jacques Lévesque        | 510   | 23,79 |
|        | Indépendant                           | Marc-André Beauchemin   | 242   | 11,29 |

| Partis | Partis                                | Candidats conseiller #5     | Vote  | %     |
| ------ | ------------------------------------- | --------------------------- | ----- | ----- |
|        | Priorité Brossard - Équipe Paul Leduc | Claudio Benedetti (Sortant) | 1 423 | 67,57 |
|        | Renouveau Brossard Revival            | Jin Kim                     | 683   | 32,43 |

| Partis | Partis                                | Candidats conseiller #6    | Vote  | %     |
| ------ | ------------------------------------- | -------------------------- | ----- | ----- |
|        | Priorité Brossard - Équipe Paul Leduc | Alexandre Plante (Sortant) | 1 346 | 50,21 |
|        | Indépendant                           | Gaétan Paquet              | 540   | 20,14 |
|        | Renouveau Brossard Revival            | Mario Loiselle             | 416   | 15,52 |
|        | Indépendant                           | Daniel Cuerrier            | 379   | 14,14 |

| Partis | Partis                                | Candidats conseiller #7 | Vote  | %     |
| ------ | ------------------------------------- | ----------------------- | ----- | ----- |
|        | Renouveau Brossard Revival            | Antoine Assaf           | 1 323 | 67,78 |
|        | Priorité Brossard - Équipe Paul Leduc | Zaki Thomas (Sortant)   | 629   | 32,22 |

| Partis | Partis                                | Candidats conseiller #8 | Vote  | %     |
| ------ | ------------------------------------- | ----------------------- | ----- | ----- |
|        | Priorité Brossard - Équipe Paul Leduc | Pierre Jetté            | 1 221 | 67,65 |
|        | Renouveau Brossard Revival            | Jin Woo Kim             | 584   | 32,35 |

| Partis | Partis                                | Candidats conseiller #9  | Vote  | %     |
| ------ | ------------------------------------- | ------------------------ | ----- | ----- |
|        | Priorité Brossard - Équipe Paul Leduc | Doreen Assaad (Sortante) | 1 206 | 63,47 |
|        | Renouveau Brossard Revival            | Anh Tuan Hoang           | 694   | 36,53 |

| Partis | Partis                                | Candidats conseiller #10 | Vote  | %     |
| ------ | ------------------------------------- | ------------------------ | ----- | ----- |
|        | Priorité Brossard - Équipe Paul Leduc | Daniel Lucier (Sortant)  | 1 032 | 55,57 |
|        | Renouveau Brossard Revival            | Lise Maurais             | 825   | 44,43 |

## Saint-Lambert
Source de la section : Radio Canada
| Candidats pour la mairie       | Vote  | %     |
| ------------------------------ | ----- | ----- |
| Alain Dépatie                  | 5 282 | 68,61 |
| Philippe Brunet (Sortant)      | 2 417 | 31,39 |
| Taux de participation : 48,2 % |       |       |

| Candidats conseiller #1 | Vote | %     |
| ----------------------- | ---- | ----- |
| Jean Bouchard           | 558  | 71,17 |
| Gilles Girard (Sortant) | 226  | 28,83 |

| Candidats conseiller #2 | Vote            | %               |
| ----------------------- | --------------- | --------------- |
| Martin Smith            | Sans opposition | Sans opposition |

| Candidats conseiller #3 | Vote            | %               |
| ----------------------- | --------------- | --------------- |
| Boris Chassagne         | Sans opposition | Sans opposition |

| Candidats conseiller #4 | Vote | %     |
| ----------------------- | ---- | ----- |
| Dominique Lebeau        | 374  | 38,36 |
| Sami Iskandar           | 304  | 31,18 |
| Michel Carrier          | 297  | 30,46 |

| Candidats conseiller #5 | Vote            | %               |
| ----------------------- | --------------- | --------------- |
| Jean-Pierre Roy         | Sans opposition | Sans opposition |

| Candidats conseiller #6 | Vote | %     |
| ----------------------- | ---- | ----- |
| Hugues Létourneau       | 695  | 54,85 |
| Nathalie Houde          | 572  | 45,15 |

| Candidats conseiller #7 | Vote | %     |
| ----------------------- | ---- | ----- |
| David Bowles            | 581  | 45,93 |
| Eric Coll               | 569  | 44,98 |
| Daniel Gour             | 115  | 9,09  |

| Candidats conseiller #8  | Vote | %     |
| ------------------------ | ---- | ----- |
| Martin Croteau (Sortant) | 655  | 72,62 |
| Lissa Morotti            | 247  | 27,38 |

## Boucherville
Source de la section : Radio Canada
| Partis                         | Partis                                          | Candidats pour la mairie | Vote   | %     |
| ------------------------------ | ----------------------------------------------- | ------------------------ | ------ | ----- |
|                                | Équipe Jean Martel - Option Citoyens Citoyennes | Jean Martel (Sortant)    | 13 766 | 81,85 |
|                                | Indépendant                                     | Francine Crevier Bélair  | 3 052  | 18,15 |
| Taux de participation : 53,4 % |                                                 |                          |        |       |

| Partis | Partis                                          | Candidats district Marie-Victorin (1) | Vote  | %     |
| ------ | ----------------------------------------------- | ------------------------------------- | ----- | ----- |
|        | Équipe Jean Martel - Option Citoyens Citoyennes | Yan Savaria Laquette (Sortant)        | 1 954 | 82,03 |
|        | Indépendante                                    | Monique Reeves                        | 221   | 9,28  |
|        | Indépendant                                     | Simon Collette                        | 207   | 8,69  |

| Partis | Partis                                          | Candidats district Rivière-aux-Pins (2) | Vote  | %     |
| ------ | ----------------------------------------------- | --------------------------------------- | ----- | ----- |
|        | Équipe Jean Martel - Option Citoyens Citoyennes | Raouf Absi                              | 1 541 | 66,37 |
|        | Indépendant                                     | Michaël Léveillée                       | 781   | 33,63 |

| Partis | Partis                                          | Candidats district Des Découvreurs (3) | Vote  | %     |
| ------ | ----------------------------------------------- | -------------------------------------- | ----- | ----- |
|        | Équipe Jean Martel - Option Citoyens Citoyennes | Alexandra Capone (Sortante)            | 1 704 | 77,31 |
|        | Indépendant                                     | Marc Lapointe                          | 500   | 22,69 |

| Partis | Partis                                          | Candidats district Harmonie (4) | Vote  | %     |
| ------ | ----------------------------------------------- | ------------------------------- | ----- | ----- |
|        | Équipe Jean Martel - Option Citoyens Citoyennes | Anne Barabé (Sortant)           | 1 556 | 68,13 |
|        | Indépendant                                     | Carl Chevalier                  | 728   | 31,87 |

| Partis | Partis                                          | Candidats district La Seigneurie (5) | Vote  | %     |
| ------ | ----------------------------------------------- | ------------------------------------ | ----- | ----- |
|        | Équipe Jean Martel - Option Citoyens Citoyennes | Dominic Lévesque (Sortant)           | 1 479 | 79,95 |
|        | Indépendant                                     | Michel Dufresne                      | 371   | 20,05 |

| Partis | Partis                                          | Candidats district Saint-Louis (6) | Vote  | %     |
| ------ | ----------------------------------------------- | ---------------------------------- | ----- | ----- |
|        | Équipe Jean Martel - Option Citoyens Citoyennes | Magalie Queval (Sortante)          | 1 600 | 75,72 |
|        | Indépendante                                    | Julie Naud                         | 513   | 24,28 |

| Partis | Partis                                          | Candidats district De Normandie (7) | Vote  | %     |
| ------ | ----------------------------------------------- | ----------------------------------- | ----- | ----- |
|        | Équipe Jean Martel - Option Citoyens Citoyennes | Jacqueline Boubane (Sortante)       | 1 554 | 75,44 |
|        | Indépendante                                    | Francine Guidi                      | 506   | 24,56 |

| Partis | Partis                                          | Candidats district Le Boisé (8) | Vote  | %     |
| ------ | ----------------------------------------------- | ------------------------------- | ----- | ----- |
|        | Équipe Jean Martel - Option Citoyens Citoyennes | Lise Roy (Sortante)             | 1 239 | 76,34 |
|        | Indépendant                                     | Jacques Larose                  | 384   | 23,66 |

## Saint-Bruno-de-Montarville
| Partis                         | Partis                                            | Candidats pour la mairie | Vote  | %     |
| ------------------------------ | ------------------------------------------------- | ------------------------ | ----- | ----- |
|                                | Parti montarvillois                               | Martin Murray            | 5 207 | 44,62 |
|                                | Alliance municipale de Saint-Bruno-de-Montarville | Joël Boucher             | 4 845 | 41,52 |
|                                | Indépendant                                       | Pierre Filion            | 1 618 | 13,86 |
| Taux de participation : 59,6 % |                                                   |                          |       |       |

| Partis | Partis                                            | Candidats conseiller #1  | Vote | %     |
| ------ | ------------------------------------------------- | ------------------------ | ---- | ----- |
|        | Alliance municipale de Saint-Bruno-de-Montarville | Thérèse Hudon (Sortante) | 827  | 55,32 |
|        | Parti montarvillois                               | Martine Bousquet         | 668  | 44,68 |

| Partis | Partis                                            | Candidats conseiller #2  | Vote | %     |
| ------ | ------------------------------------------------- | ------------------------ | ---- | ----- |
|        | Alliance municipale de Saint-Bruno-de-Montarville | Michael O'Dowd (Sortant) | 668  | 50,45 |
|        | Parti montarvillois                               | Vincent Fortier          | 656  | 49,55 |

| Partis | Partis                                            | Candidats conseiller #3 | Vote | %     |
| ------ | ------------------------------------------------- | ----------------------- | ---- | ----- |
|        | Parti montarvillois                               | Isabelle Bérubé         | 773  | 51,81 |
|        | Alliance municipale de Saint-Bruno-de-Montarville | Stéphane Corbin         | 719  | 48,19 |

| Partis | Partis                                            | Candidats conseiller #4 | Vote | %     |
| ------ | ------------------------------------------------- | ----------------------- | ---- | ----- |
|        | Parti montarvillois                               | Martin Guevremont       | 736  | 53,84 |
|        | Alliance municipale de Saint-Bruno-de-Montarville | Nadia Podtetenev        | 631  | 46,16 |

| Partis | Partis                                            | Candidats conseiller #5 | Vote | %     |
| ------ | ------------------------------------------------- | ----------------------- | ---- | ----- |
|        | Alliance municipale de Saint-Bruno-de-Montarville | André Besner            | 809  | 53,79 |
|        | Parti montarvillois                               | Serge Moquin            | 695  | 46,21 |

| Partis | Partis                                            | Candidats conseiller #6  | Vote | %     |
| ------ | ------------------------------------------------- | ------------------------ | ---- | ----- |
|        | Parti montarvillois                               | Marilou Alarie           | 741  | 49,11 |
|        | Alliance municipale de Saint-Bruno-de-Montarville | Michel Lamarre (Sortant) | 480  | 31,81 |
|        | Indépendant                                       | Luc Tremblay             | 288  | 19,09 |

| Partis | Partis                                            | Candidats conseiller #7  | Vote | %     |
| ------ | ------------------------------------------------- | ------------------------ | ---- | ----- |
|        | Parti montarvillois                               | Jacques Bédard           | 716  | 52,80 |
|        | Alliance municipale de Saint-Bruno-de-Montarville | Serge Beaudoin (Sortant) | 640  | 47,20 |

| Partis | Partis                                            | Candidats conseiller #8        | Vote | %     |
| ------ | ------------------------------------------------- | ------------------------------ | ---- | ----- |
|        | Parti montarvillois                               | Michèle Archambault (Sortante) | 922  | 60,18 |
|        | Alliance municipale de Saint-Bruno-de-Montarville | Louise Dion                    | 439  | 28,66 |
|        | Indépendant                                       | Claude Frappier                | 171  | 11,16 |